# Chiesa di San Nicolò (Zanica)
La chiesa di San Nicolò vescovo  è un luogo di culto cattolico  di Zanica della diocesi di Bergamo edificato nel XIV secolo  e citato come parrocchiale nel XVI secolo.

## Storia
Il territorio di Zanica ha sicuramente una storia religiosa molto antica, risulta che fin dal 774 vi fosse un edificio di culto intitolato a sant' Ambrogio, citato nel famoso atto di donazione del gasindio Taidone. Il documento fu redatto prima che la bergamasca venisse invasa dall'esercito di Carlo Magno. Verosimilmente il documento non si riferiva alla chiesa parrocchiale, documentata ufficialmente dal 1226: "Ecclesia Sancti Nicolai Vetianicae". Sempre a Zanica è citata una chiesa nel 1069 ma dedicata alla Madonna dei Campi. Mentre il primo documento che cita "Franciscus presbiter", "Manfredinus et Iohannes de Carpionubus clerici" nel sinodo del 1304, indicati in qualità di rappresentanti della chiesa di Zanica dedicata a san Nicolao, come chiesa sottoposta al censo, quindi che dovevano versare un obolo alla chiesa di Roma, citandola appartenente all'antica pieve di Ghisalba.

Nel 1353 viene indicata una chiesa dedicata a san Nicola. Segue numerosa documentazione conservata negli archivi di Bergamo fino alla citazione del 1360, nell'elenco delle chiese e monasteri del territorio e delle loro entrate: "nota ecclesiarum" voluta da Bernabò Visconti. La chiesa era però era sottomessa al giuspatronato della chiesa alessandrina di Bergamo.
Nel 1596, Giovanni Da Lezze fa un breve accenno alla chiesa parrocchiale: "la chiesa parochiale S.to Nicolò con entrada de L. 600 de proprii beni".

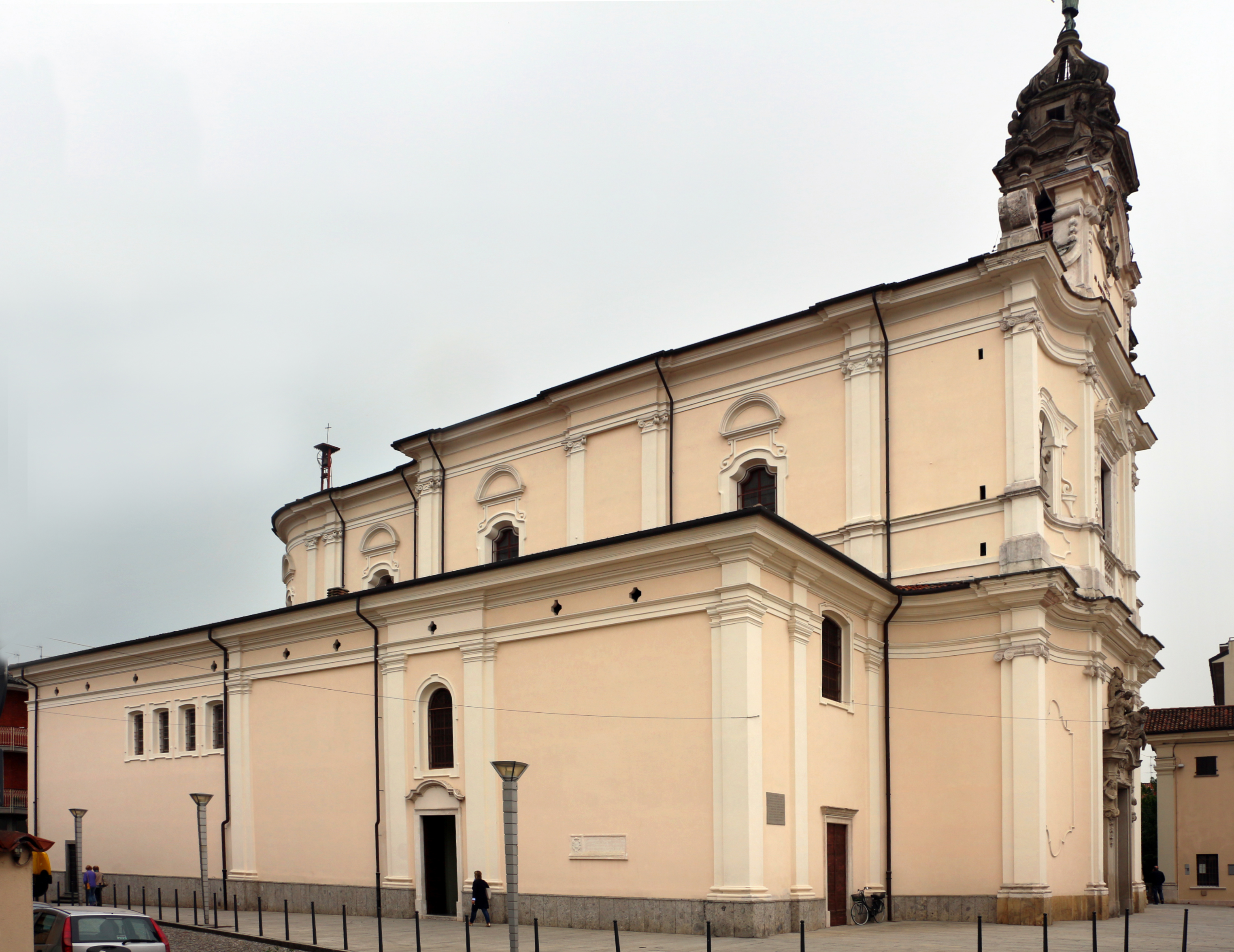
Esterno della chiesa di San Nicolò

L'edificio subì una prima modifica per ottemperare agli ordini del vescovo Luigi Lippomano nella seconda metà del Cinquecento. Il vescovo aveva visitato la chiesa nel 1520 e ne aveva constatato lo stato di precarietà e di pessima conservazione delle opere. La testimonianza dei lavori è visibile in uno scritto presente sulla parete nord della chiesa.
Nel II sinodo della diocesi del 1568, e poi nel III, il vescovo Federico Corner, adempiendo alle risoluzioni del 1565 che aveva fatto seguito al Concilio di Trento, istituì i nuovi vicariati lasciando la chiesa di Zanica sempre facente parte della vicaria di Ghisalba: Acta synodalia bergomensis ecclesiae. La chiesa fu elevata a parrocchiale nel XVI secolo, ma non si conosce l'esatta datazione, mentre divenne autonoma staccandosi da Ghisalba il secolo successivo. Nel 1656 la chiesa parrocchiale di Zanica figurava giuspatronato dei signori Tassis, così come altri oratori presenti sul territorio godevano dei benefici di altre famiglie nobili bergamasche.
Gli abitanti di Zanica avevano raggiunto il numero di 1279, rendendo la chiesa insufficiente ad accoglierli tutti, per questo nel 1703 il vescovo Luigi Ruzzini invitò la fabbriceria alla ricostruzione della chiesa. Il progetto fu assegnato nel 1720 a Giovan Battista Caniana e i lavori durarono per vent'anni. La mano del Caniana è ben visibile nelle strutture absidali e nella facciata ad ordini sovrapposti. Il nuovo edificio fu riaperto al culto nel 1742. Venne poi consacrato e dedicato a san Nicola di Bari il 21 settembre del 1774 dal vescovo Marco Molino. I lavori della chiesa continuarono con arredi e abbellimenti nonché con lavori di consolidamento e manutenzione per tutto il XX secolo. L'archivio parrocchiale conserva i contratti e le commissioni registrati con i molti artisti e architetti che hanno collaborato alla sua edificazione. Nel 1898 furono aggiunte le due navate laterali su progetto di Antonio Piccinelli. La chiesa nel Novecento fu restaurata con lavori di mantenimento eseguiti sotto la direzione dell'ingegnere Gianni Michelato.

## Descrizione

### Esterno

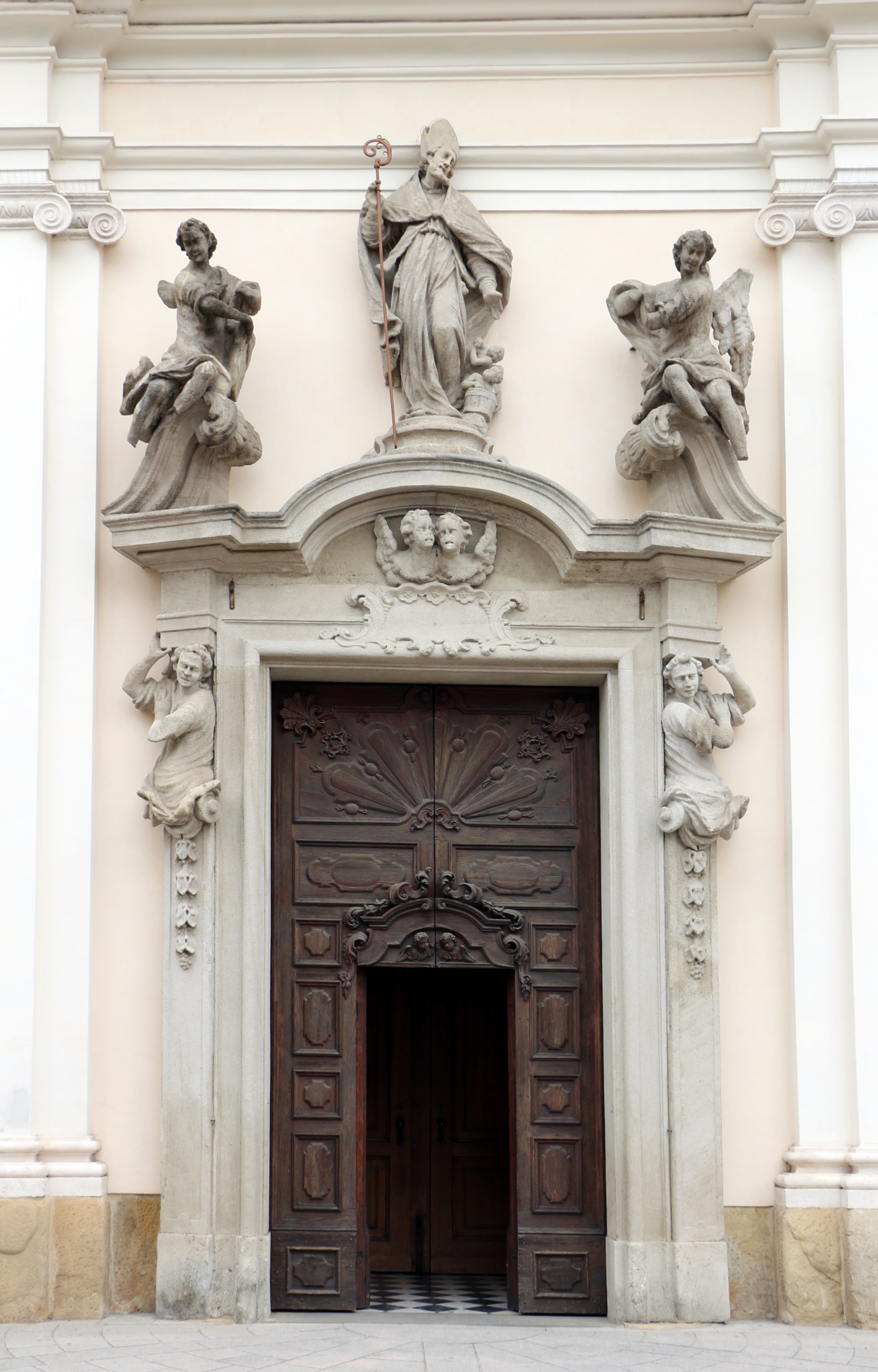
Portale della chiesa di San Nicolò

La chiesa, dal classico orientamento con l'abside a est, è ubicata nel centro urbano. La facciata, preceduta dal sagrato con pavimentazione in lastre di pietra, è in stile neoclassico settecentesco, costruita su progetto di Giuseppe Caniana e successivamente modificata dal figlio Giacomo, e si divide su tre ordini da cornici marcapiano, e tripartita da gruppi di lesene. La parte centrale della facciata si presenta leggermente avanzata rispetto a quelle due laterali che si raccordano con il tratto arcuato, opera di Giovanni Antonio Sanz.
Nel primo ordine centrale il grande portale d'ingresso in ceppo gentile. Le paraste presentano le cariatidi che reggono il timpano curvo sulla cui sommità vi è la statua di san Nicola mentre due angeli sono posti sull'estremità. Il secondo ordine ha una grande apertura con contorno in marmo di Zandobbio atta a illuminare l'aula, mentre nelle due parti laterali vi sono due nicchie con le statue settecentesche di santi di Antonio Maria Pirovano.
La torre campanaria fu edificata nel 1533, con un concerto di otto campane che dopo la requisizione della seconda guerra mondiale furono rifuse con la benedizione il 24 settembre 1953.

### Interno
L'interno a tre navate conserva opere di pregio. La navata centrale ha la volta a botte mentre quelle laterali sono a crociera.
L'aula conserva il dipinto Madonna con Bambino in gloria con angeli, di Francesco Cavagna, detto il Cavagnolo, figlio di Gian Paolo Cavagna. L'opera, inizialmente attribuita a l padre, è stata, invece, realizzata da Francesco come testimonia la firma Franciscus Cavanei Filius in basso a destra della tela. Il dipinto raffigura la Madonna nella veste rossa, classico colore che rappresenta il dolore, ma in un manto azzurro nella gloria dei santi e degli angeli, mentre il Bambino che tiene tra le braccia, lancia rose a san Domenico di Guzman e a una santa domenicana.

Sulla controfacciata, sopra la porta laterale destra, vi è il dipinto seicentesco Martirio di San Sebastiano opera di Giacomo Negretti. Sull'entrata di sinistra vi è la tela Santa Margherita orante, di autore ignoto ma di scuola veneta.
Il presbiterio con copertura a volta a crociera, si presenta rialzato da cinque gradini in marmo di Zandobbio, preceduto dall'arco trionfale, e terminante con coro con catino absidale, dove è posto il coro ligneo. Commissionato con atto registrato il 6 giugno 1758 a Giuseppe Caniana, dal nobile Girola Terzi. Dal documento si evince che l'artista ricevette duecentosettantatré lire per ognuno dei ventun stalli. Nell'opera, l'arte dell'intaglio si combina con il barocchetto veneziano. Le tarsie degli stalli raffigurano gli apostoli, gli evangelisti e centrale san Nicola di Bari titolare della chiesa. Le sculture in cariatidi,, che dividono gli stalli, hanno per soggetto uomini nudi che sorreggono il cornicione con fregio di vegetazione e putti, sono opera di Giovanni Antonio Sanz. La parte sopra il cornicione dell'abside superiore al coro , conserva la tela della crocifissione con Carlo Borromeo, Giovanni Battista e Maria Maddalena di Gian Paolo Cavagna. L'opera raffigura Gesù in croce, la Maddalena ai suoi piedi e ai lati sono raffigurati san Carlo Borromeo e san Giovanni Battista. 
L'abside conserva tre grandi tele (3,30x2,60) raffiguranti la vita del santo vescovo: di Giacomo Trecourt la tela centrale San Nicola che libera gli schiavi, Giacomo Gritti il dipinto San Nicola guarisce un bambino, e ultima la tela Predicazioni di san Nicola opera di Cesare Maironi.
Il grande organo proveniente da un'altra chiesa, e stato collocato nell'aula solo nel 1831. L'archivio parrocchiale conserva l'atto di pagamento del 6 settembre 1832 all'organaro Carlo Bossi per il suo restauro.
La sagrestia conserva numerosi strappi di affreschi cinquecenteschi della chiesa primitiva, nonché dieci sculture a mezzobusto di santi di autore ignoto. Conserva anche numerosi dipinti: Sant'Antonio opera di Camillo Procaccini, Adorazione dei pastori dell'olandese Gerard van Honthorst, Cena di Emmaus lavoro di Antonio Cifrondi e la tela raffigurante San Francesco Saverio opera del nembrese Enea Salmeggia. Di autore ignoto è anche la lunetta di grandi dimensioni raffigurante Madonna in trono con canti risalente al Cinquecento. È invece di Pasquale Arzuffi l'affresco presente nella seconda sagrestia. Tra gli arredi liturgici, di pregio è l'ostensorio argentato e dorato alto un metro, che ha una incastonatura di 28 pietre preziose riportante la scritta Anno Domini 1754.